# Hermann von der Lieth-Thomsen
Hermann von der Lieth-Thomsen (Flensburgo, 10 marzo 1867 – Sylt, 5 maggio 1942) è stato un generale tedesco.

## Biografia

### I primi anni
Nacque il 10 marzo 1867 a Flensburgo, città che proprio l'anno precedente era stata persa dal Regno di Danimarca ed era stata incorporata a quello di Prussia. Entrò nell'esercito prussiano nel 1887 come ufficiale del corpo pionieri.
Nel gennaio del 1908 lo Stato Maggiore Generale dell'esercito imperiale tedesco decise la fondazione di una sezione tecnica, col compito di monitorare il progresso dell'aviazione tedesca, oltre che dei trasporti motorizzati e della telegrafìa. Il capitano Thomsen venne nominato a capo di questo reparto prestando servizio sotto Erich Ludendorff. Thomsen prestò servizio nello Stato Maggiore Generale sino al febbraio del 1914 quando venne trasferito allo Stato Maggiore del 2º reggimento del Genio Ferrovieri. Ad ogni modo egli venne nuovamente trasferito a partire dall'agosto del 1914 all'Ufficio Ricerche per l'Aviazione di Posen (Poznań).

### La prima guerra mondiale
Nel marzo del 1915 Thomsen venne nominato Comandante del Servizio Aereo militare (Chef des Feldflugwesens) dell'intero esercito tedesco, incarico che gli fece ottenere il rango di maggiore. Nell'ottobre dell'anno successivo, con la riorganizzazione dell'aviazione tedesca nella Luftstreitkräfte, Thomsen, divenuto nel frattempo tenente colonnello, venne nominato capo dello staff di Ernst von Hoeppner, nominato da poco Comandante Generale del Servizio Aereo tedesco. Egli prestò servizio come capo dello Stato Maggiore della Luftstreitkräfte sino alla fine del primo conflitto mondiale.
Nel 1917 Thomsen ottenne l'onorificenza Pour le Mérite anche senza essere coinvolto direttamente in combattimenti aerei.
Suo figlio, Joachim von der Lieth-Thomsen, anch'egli pilota, venne colpito da una nave antiaerea mentre stava sorvolando l'estuario del Tamigi.

### Tra le due guerre

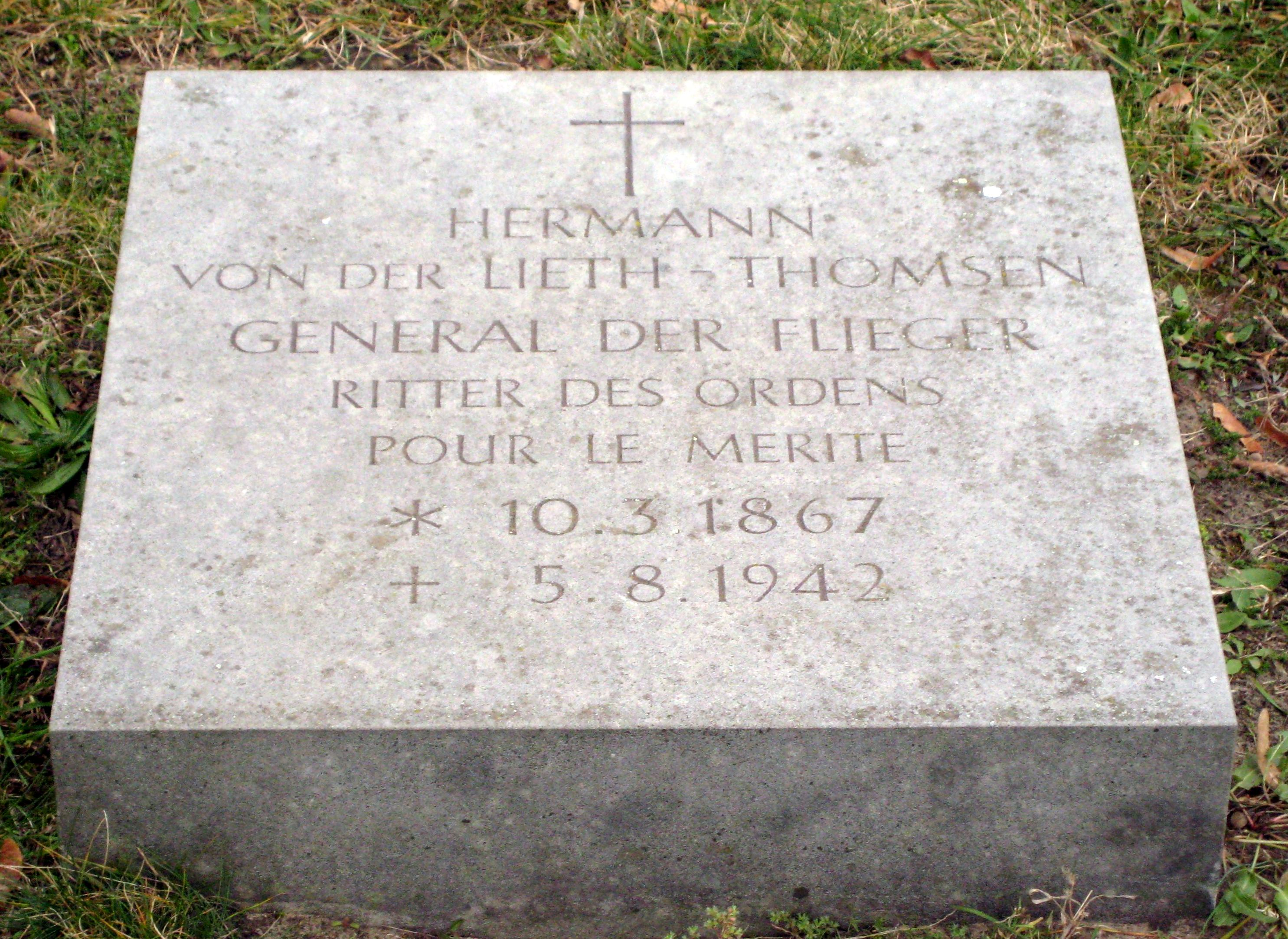
La tomba di Hermann von der Lieth-Thomsen nel cimitero dell'Invalidenfriedhof di Berlino

Dopo la fine della prima guerra mondiale, la Germania dovette rinunciare alla propria aviazione come parte dei concordati del trattato di Versailles. Lieth-Thomsen prestò servizio nel dipartimento d'aviazione del Ministero della guerra prussiano dal gennaio al febbraio del 1919 e venne infine destinato ad altri compiti nel rinnovato Ministero della guerra. Ad ogni modo, egli si dimise dalla propria posizione e si ritirò dal servizio militare col rango di colonnello nell'agosto del 1919.
Negli anni venti, ad ogni modo, Lieth-Thomsen partecipò attivamente agli sforzi che la Germania stava compiendo per costruire una nuova aviazione tedesca segreta in Unione Sovietica. Nel 1923 egli ebbe i primi contatti con i sovietici e nel 1925 fondò la prima missione ufficiale.
Durante il medesimo periodo sviluppò dei seri problemi agli occhi che lo portarono successivamente alla cecità. Nel 1928 si ritirò ad abitare sull'isola di Sylt, nella nativa regione dello Schleswig.

### Il servizio nella Luftwaffe
Malgrado la sua cecità, quando la Luftwaffe venne fondata in Germania nel 1935 per volontà di Hermann Göring, Lieth-Thomsen rientrò in servizio militare come capo del reparto di scienze militari del ministero dell'aviazione ottenendo il rango di maggiore generale. Egli mantenne questo incarico sino alla sua morte nel 1942 ricevendo la promozione dapprima a luogotenente generale e poi a quella di General der Flieger appena prima dello scoppio della seconda guerra mondiale.
Hermann von der Lieth-Thomsen morì il 5 maggio 1942 a Sylt e venne sepolto nel Cimitero degli Invalidi di Berlino.